# Galeria Mica
A Galeria Mica é uma galeria de arte localizada próxima ao Cadogan Gardens interseção do Pavilion Road, Knightsbridge, Londres. A galeria foi fundada por Reedah El-Saie em 2007 e é especializada em arte islâmica moderna e contemporânea.